# Тарханова, Татьяна Владимировна
Татьяна Владимировна Тарханова (29 марта 1990) — российская футболистка, полузащитница.

## Биография
В детстве занималась плаванием в спортивной секции г. Краснокамска Пермского края, позднее перешла в футбол. С 2007 года выступала за второй состав клуба «Звезда-2005» (Пермь) во второй и первой лигах России.
В основном составе пермского клуба дебютировала 29 апреля 2010 года в матче высшего дивизиона против «Россиянки», заменив на 63-й минуте Фатиму Лейва, а всего в своём первом сезоне сыграла 12 матчей. В следующем сезоне выступала в высшей лиге за клуб «Мордовочка» (Саранск), сыграла 15 матчей и забила 2 гола. Автором первого гола стала 7 мая 2011 года в игре против «Кубаночки». В 2012 году вернулась в «Звезду» и провела ещё два сезона в команде, но в основном составе не закрепилась. Стала обладательницей Кубка России и серебряным призёром чемпионата страны в 2013 году. Всего за карьеру в высшей лиге России сыграла 46 матчей и забила 2 гола.
С 2015 года выступает на любительском уровне за ЖФК «Краснокамск» в чемпионате Пермского края по футболу и мини-футболу.